# (74146) 1998 QS84
(74146) 1998 QS84 – planetoida z pasa głównego asteroid okrążająca Słońce w ciągu 4,29 lat w średniej odległości 2,64 j.a. Odkryta 24 sierpnia 1998 roku.